# Неофеодализм
Неофеодализм («новый феодализм») — в общем смысле современное возрождение феодальных политик управления, хозяйствования и общественной жизни.

## Неофеодализм как государственный строй
Термин был популяризован в эссе Джона Кеннета Гэлбрейта «Неофеодализм» (1961).
Теоретический аспект неофеодализма имеет связь с концепциями циклизма социально-исторического процесса. Идеи о возможном возвращении средневековой иерархии ценностей нашли своё отражение в работе Н. А. Бердяева «Новое средневековье».
Иммануил Валлерстайн в 1992 году при формулировании трёх возможных сценариев глобального развития один из них назвал неофеодализмом и описал как автаркичные регионы с местными иерархиями и поддержанием достаточно высокого уровня технологий для элиты. Неофеодализм объединяет насильственные методы феодализма с эксплуататорством капитализма. При буржуазной ориентированности для него характерны внеэкономическое принуждение и насильственное насаждение власти, разрыв внешнеэкономических связей, переход власти к органам насилия и принуждения. Возможно — укладом жизни, основанном на малых коллективах, компактной и мобильной инфраструктуре.
Максим Калашников в своей книге «Вперед в СССР-2» применяет данный термин к гипотетическим будущим государствам, которые, по его мнению, образуются на территории современных стран запада с развитыми экономиками из закрытых территориальных образований, на основе транснациональных корпораций, с собственными военизированными охранными организациями (наподобие регулярной армии), с собственными, отделенными от остального мира заграждением жилыми зонами, собственной независимой инфраструктурой и обеспечением. Подобные, принадлежащие частным лицам или корпорациям, зоны уже есть в экваториальных широтах на частных островах (включая плавучие). Эти «технополисы» и «островки рая», использующие последние технологии и достижения науки и техники, по замыслу автора будут окружены территориями с бедным населением без доступа к качественным благам.
В частности, неофеодализмом некоторые авторы называли советский строй. С. Г. Кара-Мурза назвал советский социализм ветвью феодализма.
И. В. Павловский считает, что есть сходство и в истории современной России, где подобно тому, как феодалы получали земельные наделы у монарха, так олигархия получает от президента крупные активы.
По мнению С. Резниченко, неофеодализм - периодический кризис в истории человечества и отдельных обществ. С его наступлением уменьшается количество материальных ресурсов, численность населения, меняется структура социума.  
Подробно обосновывал принципиально феодальный характер постсоветской России и отчасти Америки социолог Владимир Шляпентох.

## Неофеодализм как власть корпораций
Клиффорд Ширинг (англ. Clifford Shearing) использует термин неофеодализм для привлечения внимания к появлению крупных закрытых владений частной собственности, хозяева которых берут на себя многие функции государства. Корпорации обладают мощью, сравнимой с полномочиями государств, и государства сотрудничают с ними в контроле над территориями. Примерами таких владений в мировой экономике могут служить крупнейшие транснациональные корпорации, образованные преимущественно в США, но затем распространившие свою власть далеко за пределы своей страны. Например, корпорация Apple чуть ли не устанавливает новые законы на своих предприятиях в Китае.
Для неофеодализма характерно:
- превращение охраны общественного порядка в товар (обесценивание гражданства)[22]
- увеличение разрыва между богатыми и бедными, когда государство не защищает последних[23] (см. Список стран по показателям неравенства доходов)
- возрастающее регулирование общественной жизни людей бизнес-корпорациями.[1]